# Roazhon Park
Roazhon Park nebo Stade de la Route de Lorient je fotbalový stadion nacházející se v Rennes ve Francii.

## Historie
Stadion byl slavnostně otevřen 15. září 1912 pod jménem Stade de la Route de Lorient a od té doby na něm hraje Stade Rennais FC. Je ve vlastnictví města Rennes. Byl několikrát renovován před válkou, poté v 1950 a na konci roku 1980. V letech 1999 až 2004 prošel celkovou rekonstrukcí a rozšířením, v rámci rekonstrukce vzniklo 29,778 míst pro sedící diváky.
Od roku 2015 nese stadion jméno Roazhon Park, Roazhon je bretonský název města Rennes. V roce 2019 se zde konalo Mistrovství světa ve fotbale žen.